# 総合指令システム
総合指令システム（そうごうしれいシステム）とは、九州旅客鉄道（JR九州）が在来線の路線管理に導入している列車運行管理システム(PTC)の一種である。通称、JACROS (ジャクロス、JR Kyushu Advanced and Concentrated Railway Operating Systems) 。

## 概要
九州旅客鉄道鉄道事業本部博多総合指令センターで集中管理する管理システムである｡輸送計画管理、運行情報管理、自動進路制御、指令情報伝達システムの4機能を統合して運用することができる。
また、このシステムでは当システムが管理する在来線と九州新幹線指令システム(SIRIUS)が管理する新幹線との連携が重視されており、在来線特急と九州新幹線を一体的に運用できるように両システムは相互に接続されている。これは他の列車運行管理システム(PTC)には見られない特徴である。
メーカーは日立製作所製。

## 導入線区
- 鹿児島本線
- 日豊本線
- 長崎本線
- 佐世保線
- 筑豊線
- 篠栗線